# Ghayen
Ghayen (en persan : قائن) est une ville située dans la province du Khorasan méridional en Iran. La ville de Ghaeyen est située au pays de l’or rouge safran au nord du Khorasan du Sud. Cette ville est limitée aux villes de Khaf et Gonabad de Khorasan Razavi au nord, et à la ville de Sarayan à l’ouest, et à la ville de Birjand au sud, et à l’est, elle a une frontière d’environ 130 km avec l’Afghanistan.

## Histoire
Le 10 mai 1997, un séisme de magnitude 7,3 frappe la ville.

## Économie
Le safran et l'épine vinette sont les deux principales plantes cultivées par les agriculteurs locaux.